# Ruslan Romantschuk
Ruslan Wolodymyrowytsch Romantschuk (ukrainisch Руслан Володимирович Романчук; * 12. Oktober 1974 in Odessa, Ukrainische SSR) ist ein ehemaliger ukrainischer Fußballspieler. 

## Werdegang
Der Mittelfeldspieler begann seine Profikarriere bei Tschornomorez Odessa. Zunächst spielte er zwei Jahre lang in der sowjetischen Wysschaja Liga und ab 1992 in der ukrainischen Wyschtscha Liha. In der Saison 1994/95 wurde Romantschuk mit Tschornomorez Vizemeister hinter Dynamo Kiew. Nach einem halben Jahr bei Kremin Krementschuk wechselte Romantschuk zu Nywa Winnyzja, mit denen er 1997 aus der ukrainischen Liga abstieg. 
Daraufhin wechselte Ruslan Romantschuk 1997 zum deutschen Zweitligisten FC Gütersloh. Nach einer Saison, in der er mit den Güterslohern den fünften Platz belegte, wechselte Romantschuk zunächst zum Regionalligisten TuS Celle FC und kurze Zeit später zum Ligerivalen Lüneburger SK. Im Sommer 1999 kehrte Romantschuk in sein Heimatland zurück und schloss sich Tschornomorez Odessa an. Er spielte dort vier Jahre lang, bevor er zu Hoverla Uschhorod wechselte. Anschließend spielte er noch in Kasachstan für den FK Taras und Spartak Semei, bevor er in die Ukraine zurückkehrte und bei Dnister Owidiopol unterschrieb. 2006 beendet er seine Karriere.